# Jactellina clathrata
Jactellina clathrata is een tweekleppigensoort uit de familie van de Tellinidae. De wetenschappelijke naam van de soort is voor het eerst geldig gepubliceerd in 1835 door Deshayes.